# Алі Ґаґарін
Алі Ґаґарін (англ. Ali Gagarine; справжнє ім'я: Гайдар Алі Седік (англ. Haidar Ali Sediq)) — суданський футболіст, футбольний функціонер, дипломат. Більшість кар'єри провів у клубі «Ель-Хілаль» (Омдурман), також виступав за «Аль-Наср» (Саудівська Аравія) і «Стад Абіджан» (Кот-д'Івуар) Переможець Кубка африканських націй 1970 у складі збірної Судану. Віце-президент клубу «Ель-Хілаль» (Омдурман).

## Футбольна кар'єра
Прізвисько «Гагарін» на честь радянського космонавта Юрія Гагаріна, що був надзвичайно популярним в Африці в 1960-х роках, спочатку носив старший брат Джафаар, що теж був футболістом — лівим захисником клубу «Ель-Меррейх». Алі став, натомість, футболістом клубу «Ель-Хілаль», який історично є найзапеклішим суперником «Ель-Меррейха». Прізвиськом старшого брата почали називати й молодшого, тому він здобув популярність як Алі Ґаґарін. Виступаючи на позиції центрального нападника Ґаґарін став одним з найрезультатиніших бомбардирів суданського футболу. За словами гравця, у чемпіонаті країни він забив близько 350 м'ячів і досі є рекордсменом за кількістю голів в іграх — дербі проти «Ель-Меррейха» — 19 влучних пострілів.
Грав у складі національної збірної Судану, неодноразово виводив її на поле у ранзі капітана. У Кубку африканських націй 1970, що відбувався Судані, провів 2 гри на груповому етапі, але не вийшов на поле у фінальному матчі, в якому Судан переміг. У Кубку африканських націй 1976 нападник, що був тоді капітаном команди, тричі забив на груповому етапі й мав хороші шанси стати найкращим бомбардиром турніру, але Судан не вийшов до плей-оф. За словами Алі Ґаґаріна 11 із 13 голів збірної Судану впродовж 1976 року забив саме він.
Сезон 1976 провів у складі клубу «Аль-Наср» (Саудівська Аравія). У 1978—1979 роках грав за «Стад Абіджан» (Кот-д'Івуар), працюючи водночас другим секретарем у консульстві Судану в Кот-д'Івуарі.
Після завершення футбольної кар'єра поєднує роботу дипломата та футбольного функціонера. Віце-президент клубу «Ель-Хілаль» (Омдурман), член Технічного комітету КАФ та Союзу арабських футбольних асоціацій. Веде телевізійну програму про футбол з назвою «Проблеми та розв'язки» (англ. Problems and solutions).

## Освіта та дипломатична кар'єра
Вступив до уніерситету 1977 року, ще коли грав у футбол. З наступного року працював другим секретарем у консульстві Судану в Кот-д'Івуарі, водночас виступаючи за місцевий футбольний клуб «Стад Абіджан». Після завершення ігрової кар'єри 1980 року поїхав до Парижа навчатися в Міжнародному інституті державного управління (фр. Institut international d'administration publique, IIAP), де після закінчення отримав диплом DESS. 1988 року отримав ступінь доктора наук з міжнародного права. 1994 року призначений послом Судану в Омані, потім був помічником постійного представника Судану в ООН. Згодом працював у Туреччині, ДР Конго, Алжирі. З 2008 року обіймає посаду в Міністерстві зовнішніх справ Судану.

## Цікаві факти
- Коли 1987 року «Ель-Хілаль» грав у Кубку Африки в Яунде (Камерун) проти місцевого клубу «Канон», один із хлопчаків попросив футболку Ґаґаріна з номером «9». Згодом цей хлопець став видатним футболістом, найкращим бомбардиром в історії Кубка африкнських націй. Це був Самюель Ето'о, який у всіх командах, де виступає, намагається отримати футболку під номером 9.

## Титули і досягнення
- Переможець Кубка африканських націй: 1970